# مسجد بوكمان بوهارا
مسجد بوكمان بوهارا هو مسجد يقع في الإدارة الشمال شرقية، هايتي.

## التاريخ
بدأ بناء المسجد في 2014 واكتمل في 2016.

## العمارة
المسجد هو أول مسجد في البلاد بُني بمئذنة. تبلغ مساحته الإجمالية 160 م 2.

## أنظر أيضا
- الإسلام في هايتي